# Cantó de Riscla
Cantó de Riscla és un cantó del departament francès del Gers amb les següents comunes:
- Arblada lo Baish
- Aurensan
- Barçalona de Gèrç
- Verneda
- Caumont
- Cornelhan
- Gea e Ribèra
- La Barteta
- Lanutz
- Lo Lin e La Pujòla
- Maulishèra
- Maumusson e Laguian
- Projan
- Riscla
- Sent Germer
- Sent Mont
- Segòs
- Tarsac
- Vergonhan
- Verlush
- Vièla

## Història
| Data d'elecció                           | Identitat          | Partit        | Qualitat |
| ---------------------------------------- | ------------------ | ------------- | -------- |
| 1985-1998                                | Gilles Galabert    | PS            |          |
| 1998-2004                                | Jean-Claude Eugène | Divers droite |          |
| 2004-                                    | Guy Darrieux       | PS            |          |
| les dades anteriors no són pas conegudes |                    |               |          |
|                                          |                    |               |          |

## Demografia
| 1962  | 1968  | 1975  | 1982  | 1990  | 1999  | 2006  |
| ----- | ----- | ----- | ----- | ----- | ----- | ----- |
| 6.903 | 7.470 | 7.022 | 7.042 | 7.034 | 6.821 | 6.919 |